# Брдска класификација на Тур де Франсу
Брдска класификација је друго по важности такмичење на Тур де Франсу, уведена је 1933. године. Тур де Франс има 21 етапу, на скоро свакој има брдских циљева, који су подељени у 5 категорија, у зависности од дужине и нагиба. Победник брдске класификације је возач који сакупи највише бодова на брдским циљевима.
Лидер брдске класификације се назива краљем планина, а од 1975. носи тачкасту мајицу (фр. Maillot à pois rouges).

## Историја
На првом Тур де Франсу није се ишло преко брдских пролаза, али јесте преко неколико мањих успона. Први је био кол де Ешармокс (фр. col des Echarmeaux), на првој етапи, од Париза до Лиона. Први велики успон, бал д'Алсак, уведен је 1905.
Планине нису биле на Туру до 1910. када се кренуло у Пиринеје. Те године су се возили кол д'Обиск и Турмале, на којима су возачи више ходали него што су возили. Након Пиринеја, Дегранж је имао велико самопоуздање и додао је и Алпе 1911.
Највећи успон који се возио је Ким де ла Боне Рестефон, који се возио 1962. на надморској висини од 2.802 метра. Највећи брдски циљ био је Кол де Галибије, који се возио 2011.
Од 1905. организатори трке, уредници часописа Ауто, су бирали најбољег брдаша, али није постојала званична класификација нити награда. Класификација је уведена 1933. и први победник је био Висенте Труеба. Директор Тур де Франса, Анри Дегранж, увео је 1934. временски бонус за возача који је пређе први преко брдског циља. Тај бонус је касније укинут, али је брдска класификација остала.
Иако је брдска класификација уведена 1933. посебна мајица није постојала до 1975. када је уведена тачкаста мајица (бијела мајица са црвеним кружићима). Боје су биле по спонзору, компанији чоколаде Пулен, чије су чоколадице биле прекривене тачкастим омотом. Тренутни спонзор мајице је ланац супермаркета Карфур, који мајицу спонзорише од 1993. У почетку су је спонзорисали са брендом Шампион, а од 2009. је спонзор главни бренд Карфур.
Фелицин Верваке је први возач који је освојио класификацију двапут, док је Ђино Бартали први који је освојио Тур и брдску класификацију исте године — 1938, док је исто поновио и 1948. Његов резултат изједначио је Фаусто Копи, који је освојио Тур и брдску класификацију 1949 и 1952, док је Федерико Бамонтес у периоду од 1954 до 1964 освојио брдску класификацију шест пута. Еди Меркс је постао возач који је освојио Тур и брдску класификацију двапут — 1969 и 1970. Од 1971 до 1977, Лусин ван Импе је освојио класификацију шест пута и изједначио је рекорд Бамонтеса.
Дејвид Милар је први Британац који је освојио класификацију — 1984, док је годину касније Луис Ерера постао први колумбијски победник класификације. Стивен Рокс је освојио класификацију за Холандију 1988, а 1993 Тони Ромингер је постао први швајцарски победник класификације. У периоду од 1994 до 2004, Ришар Виренк је освојио класификацију рекордних седам пута.
Године 2008. класификацију је освојио Аустријанац Бернард Кохл, а у октобру је утврђено да је био допингован, што је и сам признао. Резултати су му поништени и побједа је припала Карлосу Састреу, који је тако постао први возач након Едија Меркса, који је освојио Тур и брдску класификацију исте године. Године 2009. Франко Пелицоти је освојио класификацију, али му је она одузета 2011. јер је утврђено да се допинговао. На другом мјесту завршио је Егои Мартинез.
Рафал Мајка је постао први пољски победник класификације 2014. док је Крис Фрум освојио Тур и брдску класификацију 2015, поставши тако седми возач који је то остварио. Мајка је класификацију освојио и 2016. након чега су три године заредом класификацију освајали Французи. Године 2020. Тадеј Погачар је освојио Тур де Франс, брдску и класификацију за најбољег младог возача, поставши први возач који је то урадио. Године 2021. поново је освојио Тур, брдску и класификацију за најбољег младог возача, поставши први возач који је све три класификације освојио двапут заредом, а такође, постао је четврти возач, први након Меркса, који је освојио Тур и брдску класификацију исте године двапут. Године 2022. Јонас Вингегор је освојио Тур и брдску класификацију, поставши девети возач који је то остварио. Године 2023. класификацију је освојио Ђулио Чиконе, а 2024. Ричард Карапаз, који је тако постао први еквадорски победник класификације.

## Правила и бодови
На врху сваког успона на Туру, додељују се бодови возачима који пређу први. Успони су подељени у пет категорија, успони екстра категорије су најтежи, а успони четврте најлакши и носе само један поен. Категоризација успона је направљена према дужини успона, проценту нагиба, његовој функцији у етапи (да ли је у току етапе или на самом крају) и локацији у трци (на почетним етапама или на крају). У почетку, неколико најтежих успона су одређени као успони ван категорије и бодовање је ишло по индивидуалном учинку возача. Од 1980. бодовање за успоне ван категорије је промењено и примењују се правила као и за друге категорије и успони ван категорије (или успони екстра категорије) доносе највише бодова.
Систем бодовања је промењен 2004. и први возач који пређе преко брдског циља четврте категорије добијао је три поена, док је за екстра категорију први возач добијао 20 поена. Од 2004. су дуплирани бодови који се добијају на крају задњег брдског циља на етапи, ако је то барем циљ друге категорије.
Правила су опет промењена након Тур де Франса 2011. и возач који први пређе преко брдског циља четврте категорије добијао је један поен, док је возач који први пређе преко брдског циља екстра категорије добијао 25 поена. Правила су поново промењена 2017, када је смањен број бодова које добијају возачи на брдским циљевима екстра категорије: са 25 на 20 за првопласираног, са 20 на 15 за другопласираног итд. Такође је смањен и број возача који добијају бодове, са десет на осам. Након што је Погачар освојио Тур и брдску класификацију двије године заредом, правила су промењена пред почетак трке 2022. и укинути су дупли бодови који су се додељивали за брдске циљеве који су уједно и циљ етапе.

## Систем бодовања
| Пласман возача | 4 категорија | 3 категорија | 2 категорија | 1 категорија | екстра категорија |
| -------------- | ------------ | ------------ | ------------ | ------------ | ----------------- |
| 1              | 1            | 2            | 5            | 10           | 20                |
| 2              |              | 1            | 3            | 8            | 15                |
| 3              |              |              | 2            | 6            | 12                |
| 4              |              |              | 1            | 4            | 10                |
| 5              |              |              |              | 2            | 8                 |
| 6              |              |              |              | 1            | 6                 |
| 7              |              |              |              |              | 4                 |
| 8              |              |              |              |              | 2                 |

До 2022. додељивали су се дупли бодови за брдске циљеве који су најмање друге категорије и представљају циљ етапе.
| Пласман возача. | 2 категорија | 1 категорија | екстра категорија |
| --------------- | ------------ | ------------ | ----------------- |
| 1               | 10           | 20           | 40                |
| 2               | 6            | 16           | 30                |
| 3               | 4            | 12           | 24                |
| 4               | 2            | 8            | 20                |
| 5               |              | 4            | 16                |
| 6               |              | 2            | 12                |
| 7               |              |              | 8                 |
| 8               |              |              | 4                 |

Ако два или више возача имају исти број бодова, победник је онај који има више првих места на циљевима екстра категорије, а ако имају исти број првих места онда се гледа већи број првих места на циљевима прве категорије. Ако су и ту изједначени, гледају се прва места на циљевима друге, треће и четврте категорије. Ако су изједначени у свим категоријама, победник је возач који има већу позицију у генералном пласману.
До 2011. бодовање се вршило на следећи начин:
- брдски циљеви екстра категорије: 20, 18, 16, 14, 12, 10, 8, 7, 6, 5. Бодове су добијали првих десет возача на успону.
- брдски циљеви 1 категорије: 15, 13, 11, 9, 8, 7, 6, 5 - за првих осам возача преко брдског циља.
- брдски циљеви 2 категорије: 10, 9, 8, 7, 6, 5 - за првих шест возача преко брдског циља.
- брдски циљеви 3 категорије: 4, 3, 2, 1 - за прва четири возача преко брдског циља.
- брдски циљеви 4 категорије: 3, 2, 1 - за прва три возача преко брдског циља.

## Победници
Победници брдске класификације.
- 2025.  Тадеј Погачар
- 2024.  Ричард Карапаз
- 2023.  Ђулио Чиконе
- 2022.  Јонас Вингегор
- 2021.  Тадеј Погачар
- 2020.  Тадеј Погачар
- 2019.  Ромен Барде
- 2018.  Жилијен Алафилип
- 2017.  Ворен Барги
- 2016.  Рафал Мајка
- 2015.  Крис Фрум
- 2014.	 Рафал Мајка
- 2013.  Наиро Кинтана
- 2012.  Томас Воклер
- 2011.	 Самуел Санчез
- 2010.	 Антони Шарто
- 2009.	 Франко Пелицоти[н. 1]
- 2008.	  Бернард Кохл Карлос Састре[н. 2]
- 2007.	 Маурисио Солер
- 2006.	 Мајкл Расмусен
- 2005.	 Мајкл Расмусен
- 2004.	 Ришар Виренк
- 2003.	 Ришар Виренк
- 2002.	 Лоран Жалабер
- 2001.	 Лоран Жалабер
- 2000.	 Сантјаго Ботеро
- 1999.	 Ришар Виренк
- 1998.	 Кристоф Ринеро
- 1997.	 Ришар Виренк
- 1996.	 Ришар Виренк
- 1995.	 Ришар Виренк
- 1994.	 Ришар Виренк
- 1993.	 Тони Ромингер
- 1992.	 Клаудио Кјапучи
- 1991.	 Клаудио Кјапучи
- 1990.	 Тјери Клаверола
- 1989.	 Герт Јан Тхенисе
- 1988.	 Стивен Рокс
- 1987.	 Луис Ерера
- 1986.	 Бернар Ино
- 1985.	 Луис Ерера
- 1984.	 Роберт Милар
- 1983.	 Лусин ван Импе
- 1982.	 Бернар Вале
- 1981.	 Лусин ван Импе
- 1980.	 Ремон Мартен
- 1979.	 Ђовани Батаљин
- 1978.	 Маријано Мартинез
- 1977.	 Лусин ван Импе
- 1976.	 Ђанкарло Белини
- 1975.	 Лусин ван Импе
- 1974.	 Доминго Перурена
- 1973.	 Педро Торес
- 1972.	 Лусин ван Импе
- 1971.	 Лусин ван Импе
- 1970.	 Еди Меркс
- 1969.	 Еди Меркс
- 1968.	 Аурелио Гонзалес
- 1967.	 Хулио Хименез
- 1966.	 Хулио Хименез
- 1965.	 Хулио Хименез
- 1964.	 Федерико Бамонтес
- 1963.	 Федерико Бамонтес
- 1962.  Федерико Бамонтес
- 1961.	 Имерио Масињан
- 1960.	 Имерио Масињан
- 1959.	 федерико Бамонтес
- 1958.	 Федерико Бамонтес
- 1957.	 Гастоне Ненчини
- 1956.	 Шарли Гол
- 1955.	 Шарли Гол
- 1954.  Федерико Бамонтес
- 1953.	 Хесус Лороњо
- 1952.	 Фаусто Копи
- 1951.	 Рафаел Жеминиани
- 1950.	 Луизон Бобе
- 1949.	 Фаусто Копи
- 1948.	 Ђино Бартали
- 1947.	 Пјер Брамбила
- 1940—1946. Други светски рат
- 1939.	 Силвер Мас
- 1938.  Ђино Бартали
- 1937.	 Фелицин Верваке
- 1936.  Хулијан Берендеро
- 1935.	 Фелицин Верваке
- 1934.	 Рене Вијето
- 1933.	 Висенте Труеба

### Вишеструки победници
| Позиција | Име               | Држава     | Број победа | Године                                   |
| -------- | ----------------- | ---------- | ----------- | ---------------------------------------- |
| 1.       | Ришар Виренк      | Француска  | 7           | 1994, 1995, 1996, 1997, 1999, 2003, 2004 |
| 2.       | Федерико Бамонтес | Шпанија    | 6           | 1954, 1958, 1959, 1962, 1963, 1964       |
| 2.       | Лусин ван Импе    | Белгија    | 6           | 1971, 1972, 1975, 1977, 1981, 1983       |
| 4.       | Хулио Хименез     | Шпанија    | 3           | 1965, 1966, 1967                         |
| 4.       | Тадеј Погачар     | Словенија  | 3           | 2020, 2021, 2025                         |
| 5.       | Фелицин Верваке   | Белгија    | 2           | 1935, 1937                               |
| 5.       | Ђино Бартали      | Италија    | 2           | 1938, 1948                               |
| 5.       | Фаусто Копи       | Италија    | 2           | 1949, 1952                               |
| 5.       | Шарли Гол         | Луксембург | 2           | 1955, 1956                               |
| 5.       | Имерио Масињан    | Италија    | 2           | 1960, 1961                               |
| 5.       | Еди Меркс         | Белгија    | 2           | 1969, 1970                               |
| 5.       | Луис Ерера        | Колумбија  | 2           | 1985, 1987                               |
| 5.       | Клаудио Кјапучи   | Италија    | 2           | 1991, 1992                               |
| 5.       | Лоран Жалабер     | Француска  | 2           | 2001, 2002                               |
| 5.       | Мајкл Расмусен    | Данска     | 2           | 2005, 2006                               |
| 5.       | Рафал Мајка       | Пољска     | 2           | 2014, 2016                               |

### По државама
| Позиција | Држава               | Број победа | Возач са највише победа                                            | Последњи победник      |
| -------- | -------------------- | ----------- | ------------------------------------------------------------------ | ---------------------- |
| 1.       | Француска            | 23          | Ришар Виренк (7)                                                   | Ромен Барде 2019.      |
| 2 .      | Шпанија              | 17          | Федерико Бамонтес (6)                                              | Самуел Санчез 2011.    |
| 3.       | Италија              | 13          | Ђино Бартали, Фаусто Копи, Имерио Масињан, Клаудио Кјапучи (2 сви) | Ђулио Чиконе 2023.     |
| 4.       | Белгија              | 11          | Лусин ван Импе (6)                                                 | Лусин ван Импе 1983.   |
| 5.       | Колумбија            | 5           | Луис Ерера (2)                                                     | Наиро Кинтана 2013.    |
| 6.       | Данска               | 3           | Мајкл Расмусен (2)                                                 | Јонас Вингегор 2022.   |
| 6.       | Словенија            | 3           | Тадеј Погачар (3)                                                  | Тадеј Погачар 2025.    |
| 8.       | Луксембург           | 2           | Шарли Гол (2)                                                      | Шарли Гол 1956.        |
| 8.       | Холандија            | 2           | Стивен Рокс, Герт Јан Тхенисе                                      | Герт Јан Тхенисе 1989. |
| 8.       | Уједињено Краљевство | 2           | Роберт Милар, Крис Фрум                                            | Крис Фрум 2015.        |
| 8.       | Пољска               | 2           | Рафал Мајка (2)                                                    | Рафал Мајка 2016.      |
| 12.      | Швајцарска           | 1           | Тони Ромингер                                                      | Тони Ромингер 1993.    |
| 12.      | Еквадор              | 1           | Ричард Карапаз                                                     | Ричард Карапаз 2024.   |

Победници Тур де Франса и брдске класификације исте године:
Неки бициклисти су освојили Тур де Франс и брдску класификацију исте године. У почетним годинама Тура, само су највећи брдски циљеви доносили бодове за брдску класификацију, па су тако возачи који су били високо позиционирани у генералном пласману, били високо и у брдској класификацији, што је омогућавало да често победник Тура освоји брдску класификацију. Еди Меркс је 1969. освојио Тур де Франс, брдску класификацију, али и класификацију по поенима, једини коме је то успело. Тадеј Погачар је 2020. освојио Тур де Франс, брдску класификацију и класификацију за најбољег младог возача, поставши први који је освојио те три класификације исте године и други возач, након Меркса, који је освојио три класификације на једном Туру. Године 2021. Погачар је поново освојио све три класификације, поставши први возач који је освојио три класификације на Туру двапут, а такође, постао је први возач након Меркса, који је освојио Тур и брдску класификацију двије године заредом.
Победници Тур де Франса и брдске класификације исте године:
- Ђино Бартали 1938.
- Силвер Мас 1939.
- Ђино Бартали 1948.
- Фаусто Копи 1949.
- Фаусто Копи 1952.
- Федерико Бамонтес 1959.
- Еди Меркс 1969.
- Еди Меркс 1970.
- Карлос Састре 2008.
- Крис Фрум 2015.
- Тадеј Погачар 2020.
- Тадеј Погачар 2021.
- Јонас Вингегор 2022.
- Тадеј Погачар 2025.

### Најбољи брдаш
Од 1905. организатори Тура, часопис Лото, бирали су на крају Тура најбољег брдаша, али није било награде нити система бодовања, већ је било незванично. Сматра се претечом данашње брдске класификације.
| - 1905. Рене Потје - 1906. Рене Потје - 1907. Емил Жорж - 1908. Гистав Гаригу - 1909. Франсоа Фабер - 1910. Октав Лапиз - 1911. Пол Дибок - 1912. Одил Дефраје - 1913. Филип Тис - 1914. Фирмен Ламбо - 1915—1918. Први светски рат - 1919. Оноре Бартелеми - 1920. Фирмен Ламбо - 1921. Хектор Хесгем - 1922. Жан Алавоан - 1923. Анри Пелисје - 1924. Отавио Ботекја - 1925. Отавио Ботекја - 1926. Лисјен Бис - 1927. Ђовани Микеле Гордини - 1928. Виктор Фонтан - 1929. Виктор Фонтан - 1930. Бено Форе - 1931. Јеф Демојсер - 1932. Висенте Труеба |